# The Neptunes
The Neptunes es el nombre de un dúo de producción discográfica, formado por Pharrell Williams y Chad Hugo, quienes han creado sonidos para algunos de los artistas de Hip-Hop, R&B y Pop más exitosos de esta década.
El sonido de The Neptunes es una marca sumamente distintiva, bajo el desnudo electrónico funk con una increíble deuda a Prince. Junto a Timbaland y Dr. Dre, son unos de los impulsores en innovación musical Hip-Hop de la década de 1990/2000, ayudando a introducir, espaciosos efectos sonoros, melodías del medio oriente, exóticas percusiones, y otras particularidades en los que respecta al Hip-Hop convencional.
Pharrell ha ido más lejos en el ojo público con su rol de productor, cantando, rapeando en discográficas y apareciendo en videos musicales, mientras que mucho antes, con Chad Hugo, su compañero de producción, tendieron a dedicarse a respaldarse en sus labores musicales.
Su producción incluye grandes artistas como Orelsan, Britney Spears, Nelly, Snoop Dogg, Justin Timberlake entre muchos otros.
También produjeron el álbum Hard Candy de Madonna junto a Timbaland del cual 8 canciones son obra de The Neptunes. The Neptunes también en 2003 lanzaron un álbum con canciones producidas por ellos y con colaboraciones de Nelly, Snoop Dogg, Jay-Z, Ludacris, Vanessa Marquez, entre otros. El álbum lleva por nombre The Neptunes Present... Clones

## Biografía
El dúo The Neptunes, originario de la ciudad estadounidense de Virginia Beach, se convirtió rápidamente, a finales de los 90, en uno de los productores musicales más solicitados de la industria musical del rap. Ello, tras sus trabajos en canciones como «Got My Money» de Ol' Dirty Bastard, «Shake Ya Ass» de Mystikal y «I Wanna Love U» de Jay-Z, de los años 1999, 2000 y 2001, respectivamente.
En el año 2001, el dúo pasó de la industria musical del rap a la del pop, y además de «I’m a Slave 4 U», comenzó a producir canciones como «Girlfriend» de 'N Sync y «U Don’t Have to Call» de Usher. Además de sus trabajos con dichas estrellas del pop, el dúo continuó produciendo éxitos para grandes renombres del rap, como los veteranos LL Cool J y Busta Rhymes, y los entonces novatos Bow Wow y Nelly. Además de ello, The Neptunes formó su propio grupo de rap rock, N*E*R*D, y presentó al dúo de rap hardcore Clipse. Fue entonces cuando The Neptunes se convirtió en el productor más demandado de la industria musical del rap y del pop, quedando a la par con otros grandes productores de renombre, como Dr. Dre y Timbaland.
Dos años después de su primer trabajo con Britney Spears, el dúo lanzó su álbum debut Neptunes Present... Clones, el que confirmó su fuerte popularidad en los Estados Unidos, luego de que debutara en la posición número uno de la Billboard 200 con ventas de 250.000 copias en su primera semana. En medio de todos sus logros, The Neptunes continuó produciendo numerosas canciones, entre las cuales se incluye a éxitos como «Rock Your Body» de Justin Timberlake, «Beautiful» de Snoop Dogg, «Excuse Me Miss» de Jay-Z y «Give It 2 Me» de Madonna.

## Discografía de The Neptunes
- 2003 - The Neptunes Present... Clones

## Créditos en escritura y producción
- Producciones de The Neptunes